# Alfredo Torres
Alfredo Torres (31. května 1931, La Experiencia – 10. listopadu 2022, Guadalajara) byl mexický fotbalista, obránce.

## Fotbalová kariéra
V mexické lize hrál za Atlas FC. S týmem Atlas FC získal dvakrát mexický pohár. Za reprezentaci Mexika nastoupil v letech 1953-1954 v 5 utkáních a dal 2 góly. Byl členem mexické reprezentace na Mistrovství světa ve fotbale 1954, nastoupil ve 2 utkáních.

## Ligová bilance
| Ročník                  | Zápasy | Góly | Klub     |
| ----------------------- | ------ | ---- | -------- |
| 1. mexická liga 1951/52 | -      | -    | Atlas FC |
| 1. mexická liga 1952/53 | -      | -    | Atlas FC |
| 1. mexická liga 1953/54 | -      | -    | Atlas FC |
| 1. mexická liga 1954/55 | -      | -    | Atlas FC |
| 1. mexická liga 1955/56 | -      | -    | Atlas FC |
| 1. mexická liga 1956/57 | -      | -    | Atlas FC |
| 1. mexická liga 1957/58 | -      | -    | Atlas FC |
| 1. mexická liga 1958/59 | -      | -    | Atlas FC |
| 1. mexická liga 1959/60 | -      | -    | Atlas FC |
| 1. mexická liga 1960/61 | -      | -    | Atlas FC |
| 1. mexická liga 1961/62 | -      | -    | Atlas FC |
| 1. mexická liga 1962/63 | -      | -    | Atlas FC |
| 1. mexická liga 1963/64 | -      | -    | Atlas FC |
| 1. mexická liga 1964/65 | -      | -    | Atlas FC |
| 1. mexická liga 1965/66 | -      | -    | Atlas FC |
| 1. mexická liga 1966/67 | -      | -    | Atlas FC |
| 1. mexická liga 1967/68 | -      | -    | Atlas FC |
| 1. mexická liga 1968/69 | -      | -    | Atlas FC |
| 1. mexická liga 1969/70 | -      | -    | Atlas FC |
| CELKEM 1. liga          | -      | -    |          |